# Isotomodes cassagnaui
Isotomodes cassagnaui är en urinsektsart som beskrevs av Izarra 1969. Isotomodes cassagnaui ingår i släktet Isotomodes och familjen Isotomidae. Inga underarter finns listade i Catalogue of Life.